# De Verandering
De Verandering is een televisieprogramma van de Evangelische Omroep, gepresenteerd door Mirjam Bouwman.

## Achtergrond
In 1984 presenteerde Feike ter Velde samen met Wiesje Hoekendijk het programma God verandert mensen dat aanvankelijk begon onder de naam Mag ik eens met je praten?. De extra zendtijd die de EO halverwege de jaren '80 verkreeg werd ingevuld met onder andere nieuwe evangeliserende programma's. Later zijn hierop variaties gemaakt als Šimek voor de Verandering en Herberg de Verandering. In 2008 verscheen de serie De verandering, tien jaar later, waarin Andries Knevel mensen opzocht die eerder hun verhaal hadden gedaan. Inmiddels presenteert Mirjam Bouwman al jaren het programma en ontmoet zij mensen die levensveranderende dingen hebben meegemaakt. Vaak in situaties van veel pijn en verdriet. En voor die mensen is hun geloof een steun óf juist in die situatie kwamen ze voor het eerst in aanraking  met God. Hun verhalen inspireren en geven hoop op een betere toekomst.

## Inhoud
In De Verandering vertellen mensen aan Mirjam Bouwman hoe hun leven door Jezus Christus is veranderd of hoe hun heftige levensveranderende ervaringen hen dichter bij God bracht. Het programma haalt volgens Stichting KijkOnderzoek 161.000 kijkers, een marktaandeel van 4,3%.